# 인간 단지
"인간 단지"는 한국에서 제작된 이원세 감독의 1975년 영화이다. 황해 등이 주연으로 출연하였고 황영실 등이 제작에 참여하였다.

## 출연

### 주연
- 황해
- 방희
- 문오장